# Lagtävling i konståkning vid olympiska vinterspelen 2018
Lagtävlingen i konståkning vid olympiska vinterspelen 2018 hölls i Gangneung ishall över tre dagar mellan den 9 och 12 februari 2018. Det var andra gången som man tävlade i lagtävling i konståkning vid OS. Tävlingen bestod av fyra korta program (par, isdans, herr och dam) samt fyra fria program (par, isdans, herr och dam).

## Medaljörer
| Gren       | Guld | Silver | Brons |
| Lagtävling | Kanada Patrick Chan Kaetlyn Osmond Gabrielle Daleman Meagan Duhamel Eric Radford Tessa Virtue Scott Moir | Olympiska idrottare från Ryssland Michail Koljada Jevgenija Medvedeva Alina Zagitova Jevgenija Tarasova Vladimir Morozov Natalja Zabijako Aleksander Enbert Jekaterina Bobrova Dmitrij Solovjov | USA Nathan Chen Adam Rippon Bradie Tennell Mirai Nagasu Alexa Scimeca Knierim Chris Knierim Maia Shibutani Alex Shibutani |

## Schema
Alla tider i (UTC+9).
| Datum       | Tid   | Omgång                |
| ----------- | ----- | --------------------- |
| 9 februari  | 10:00 | Herrar kortprogram    |
| 9 februari  | 11:45 | Paråkning kortprogram |
| 11 februari | 10:00 | Isdans kortprogram    |
| 11 februari | 11:45 | Damer kortprogram     |
| 11 februari | 13:40 | Paråkning friåkning   |
| 12 februari | 10:00 | Herrar friåkning      |
| 12 februari | 11:10 | Damer friåkning       |
| 12 februari | 12:20 | Isdans friåkning      |

## Resultat

### Korta program

#### Herrar
Tävlingen inleddes den 9 februari klockan 10:00 lokal tid med herrarnas korta program.
| Pl. | Namn              | Nation                            | TSP    | TP    | PPK   | ST   | Ö    | PU   | K    | IN   | A    | Nr | Poäng |
| --- | ----------------- | --------------------------------- | ------ | ----- | ----- | ---- | ---- | ---- | ---- | ---- | ---- | -- | ----- |
| 1   | Shoma Uno         | Japan                             | 103,25 | 56,64 | 46,61 | 9,36 | 9,25 | 9,25 | 9,39 | 9,36 | 0,00 | 10 | 10    |
| 2   | Oleksij Bytjenko  | Israel                            | 88,49  | 47,59 | 40,90 | 8,07 | 7,82 | 8,43 | 8,29 | 8,29 | 0,00 | 7  | 9     |
| 3   | Patrick Chan      | Kanada                            | 81,66  | 38,56 | 45,10 | 9,21 | 9,07 | 8,50 | 9,14 | 9,18 | 2,00 | 6  | 8     |
| 4   | Nathan Chen       | USA                               | 80,61  | 37,73 | 43,88 | 8,89 | 8,75 | 8,46 | 8,96 | 8,82 | 1,00 | 8  | 7     |
| 5   | Matteo Rizzo      | Italien                           | 77,77  | 40,60 | 37,17 | 7,39 | 7,18 | 7,64 | 7,50 | 7,46 | 0,00 | 5  | 6     |
| 6   | Cha Jun-hwan      | Sydkorea                          | 77,70  | 40,71 | 36,99 | 7,46 | 7,25 | 7,46 | 7,46 | 7,36 | 0,00 | 1  | 5     |
| 7   | Yan Han           | Kina                              | 77,10  | 38,28 | 40,82 | 8,46 | 8,07 | 7,71 | 8,29 | 8,29 | 2,00 | 4  | 4     |
| 8   | Michail Koljada   | Olympiska idrottare från Ryssland | 74,36  | 33,75 | 42,61 | 8,75 | 8,31 | 8,11 | 8,75 | 8,61 | 2,00 | 9  | 3     |
| 9   | Paul Fentz        | Tyskland                          | 66,32  | 34,54 | 33,78 | 6,96 | 6,61 | 6,39 | 7,00 | 6,82 | 2,00 | 2  | 2     |
| 10  | Chafik Besseghier | Frankrike                         | 61,06  | 26,93 | 34,13 | 6,96 | 6,50 | 6,71 | 6,96 | 7,00 | 0,00 | 3  | 1     |

#### Par
Paråkningens korta program hölls 9 februari klockan 11:45 lokal tid.
| Pl. | Namn                                  | Nation                            | TSP   | TP    | PPK   | ST   | Ö    | PU   | K    | IN   | A    | Nr | Poäng |
| --- | ------------------------------------- | --------------------------------- | ----- | ----- | ----- | ---- | ---- | ---- | ---- | ---- | ---- | -- | ----- |
| 1   | Jevgenija Tarasova / Vladimir Morozov | Olympiska idrottare från Ryssland | 80,92 | 43,78 | 37,14 | 9,43 | 9,07 | 9,39 | 9,32 | 9,21 | 0,00 | 10 | 10    |
| 2   | Meagan Duhamel / Eric Radford         | Kanada                            | 76,57 | 41,08 | 35,49 | 8,82 | 8,71 | 9,00 | 8,96 | 8,86 | 0,00 | 8  | 9     |
| 3   | Aljona Savchenko / Bruno Massot       | Tyskland                          | 75,36 | 39,33 | 37,03 | 9,21 | 9,18 | 9,21 | 9,36 | 9,32 | 1,00 | 9  | 8     |
| 4   | Alexa Scimeca Knierim / Chris Knierim | USA                               | 69,75 | 38,41 | 31,34 | 7,86 | 7,57 | 7,96 | 7,89 | 7,89 | 0,00 | 4  | 7     |
| 5   | Yu Xiaoyu / Zhang Hao                 | Kina                              | 69,17 | 37,20 | 32,97 | 8,29 | 8,14 | 8,07 | 8,43 | 8,29 | 1,00 | 5  | 6     |
| 6   | Vanessa James / Morgan Ciprès         | Frankrike                         | 68,49 | 34,66 | 33,83 | 8,46 | 8,39 | 8,29 | 8,57 | 8,57 | 0,00 | 7  | 5     |
| 7   | Nicole Della Monica / Matteo Guarise  | Italien                           | 67,62 | 35,73 | 31,89 | 7,93 | 7,71 | 8,04 | 8,07 | 8,11 | 0,00 | 6  | 4     |
| 8   | Miu Suzaki / Ryuichi Kihara           | Japan                             | 57,42 | 32,13 | 25,29 | 6,54 | 6,07 | 6,39 | 6,25 | 6,36 | 0,00 | 3  | 3     |
| 9   | Paige Conners / Jevgenij Krasnopolski | Israel                            | 54,47 | 30,70 | 24,77 | 6,25 | 5,96 | 6,25 | 6,39 | 6,11 | 1,00 | 2  | 2     |
| 10  | Kim Kyu-eun / Alex Kam                | Sydkorea                          | 52,10 | 27,70 | 24,40 | 6,18 | 5,82 | 6,21 | 6,18 | 6,11 | 0,00 | 1  | 1     |

#### Isdans
Kortprogrammet i isdans inledde den andra tävlingsdagen i lagtävlingen den 11 februari och startade klockan 10:00 lokal tid.
| Pl. | Namn                                  | Nation                            | TSP   | TP    | PPK   | ST   | Ö    | PU   | K    | IN   | A    | Nr | Poäng |
| --- | ------------------------------------- | --------------------------------- | ----- | ----- | ----- | ---- | ---- | ---- | ---- | ---- | ---- | -- | ----- |
| 1   | Tessa Virtue / Scott Moir             | Kanada                            | 80,51 | 41,61 | 38,90 | 9,61 | 9,54 | 9,86 | 9,79 | 9,82 | 0,00 | 9  | 10    |
| 2   | Maia Shibutani / Alex Shibutani       | USA                               | 75,46 | 38,42 | 37,04 | 9,32 | 9,11 | 9,29 | 9,36 | 9,21 | 0,00 | 7  | 9     |
| 3   | Jekaterina Bobrova / Dmitrij Solovjov | Olympiska idrottare från Ryssland | 74,76 | 38,11 | 36,65 | 9,14 | 9,00 | 9,18 | 9,29 | 9,21 | 0,00 | 10 | 8     |
| 4   | Anna Cappellini / Luca Lanotte        | Italien                           | 72,51 | 37,31 | 36,20 | 8,89 | 8,71 | 9,29 | 9,07 | 9,29 | 1,00 | 8  | 7     |
| 5   | Kana Muramoto / Chris Reed            | Japan                             | 62,15 | 32,17 | 29,98 | 7,54 | 7,32 | 7,46 | 7,57 | 7,57 | 0,00 | 6  | 6     |
| 6   | Marie-Jade Lauriault / Romain Le Gac  | Frankrike                         | 57,94 | 29,08 | 28,86 | 7,25 | 7,11 | 7,21 | 7,25 | 7,25 | 0,00 | 5  | 5     |
| 7   | Wang Shiyue / Liu Xinyu               | Kina                              | 56,98 | 27,75 | 29,23 | 7,29 | 7,11 | 7,39 | 7,39 | 7,36 | 0,00 | 4  | 4     |
| 8   | Kavita Lorenz / Joti Polizoakis       | Tyskland                          | 56,88 | 28,97 | 27,91 | 6,96 | 6,75 | 7,04 | 7,14 | 7,00 | 0,00 | 2  | 3     |
| 9   | Yura Min / Alexander Gamelin          | Sydkorea                          | 51,97 | 24,88 | 27,09 | 6,79 | 6,54 | 6,82 | 6,89 | 6,82 | 0,00 | 3  | 2     |
| 10  | Adel Trankova / Ronald Zilberberg     | Israel                            | 44,61 | 22,32 | 22,29 | 5,57 | 5,50 | 5,57 | 5,75 | 5,46 | 0,00 | 1  | 1     |

#### Damer
Damernas korta program inleddes klockan 11:45 lokal tid. Fyra åkare gjorde sina bästa resultat för säsongen, Jevgenija Medvedeva, Bradie Tennell, Choi Da-bin och Aimee Buchanan.
| Pl. | Namn                | Nation                            | TSP   | TP    | PPK   | ST   | Ö    | PU   | K    | IN   | A    | Nr | Poäng |
| --- | ------------------- | --------------------------------- | ----- | ----- | ----- | ---- | ---- | ---- | ---- | ---- | ---- | -- | ----- |
| 1   | Jevgenija Medvedeva | Olympiska idrottare från Ryssland | 81,06 | 42,83 | 38,23 | 9,54 | 9,43 | 9,57 | 9,57 | 9,68 | 0,00 | 10 | 10    |
| 2   | Carolina Kostner    | Italien                           | 75,10 | 36,96 | 38,14 | 9,54 | 9,32 | 9,50 | 9,68 | 9,64 | 0,00 | 7  | 9     |
| 3   | Kaetlyn Osmond      | Kanada                            | 71,33 | 35,10 | 36,28 | 9,11 | 8,89 | 8,96 | 9,18 | 9,21 | 0,00 | 9  | 8     |
| 4   | Satoko Miyahara     | Japan                             | 68,95 | 34,33 | 34,62 | 8,71 | 8,39 | 8,71 | 8,68 | 8,79 | 0,00 | 8  | 7     |
| 5   | Bradie Tennell      | USA                               | 68,94 | 38,94 | 30,00 | 7,54 | 7,29 | 7,68 | 7,54 | 7,46 | 0,00 | 3  | 6     |
| 6   | Choi Da-bin         | Sydkorea                          | 65,73 | 37,16 | 28,57 | 7,29 | 6,79 | 7,29 | 7,18 | 7,18 | 0,00 | 6  | 5     |
| 7   | Li Xiangning        | Kina                              | 58,62 | 32,65 | 25,97 | 6,61 | 6,14 | 6,64 | 6,46 | 6,61 | 0,00 | 2  | 4     |
| 8   | Nicole Schott       | Tyskland                          | 55,32 | 29,35 | 26,97 | 6,89 | 6,50 | 6,64 | 6,86 | 6,82 | 1,00 | 5  | 3     |
| 9   | Maé-Bérénice Méité  | Frankrike                         | 46,62 | 22,79 | 24,83 | 6,29 | 6,00 | 6,04 | 6,32 | 6,39 | 1,00 | 4  | 2     |
| 10  | Aimee Buchanan      | Israel                            | 46,30 | 25,07 | 21,23 | 5,32 | 4,96 | 5,36 | 5,39 | 5,50 | 0,00 | 1  | 1     |

### Friåkning

#### Par
Söndagens tävlingar avslutades med paråkningens fria program.
| Pl. | Namn                                  | Nation                            | TSP    | TP    | PPK   | ST   | Ö    | PU   | K    | IN   | A    | Nr | Poäng |
| --- | ------------------------------------- | --------------------------------- | ------ | ----- | ----- | ---- | ---- | ---- | ---- | ---- | ---- | -- | ----- |
| 1   | Meagan Duhamel / Eric Radford         | Kanada                            | 148,51 | 77,26 | 71,25 | 8,96 | 8,79 | 8,96 | 8,93 | 8,89 | 0,00 | 4  | 10    |
| 2   | Valentina Marchei / Ondřej Hotárek    | Italien                           | 138,44 | 72,02 | 67,42 | 8,18 | 8,21 | 8,54 | 8,64 | 8,57 | 1,00 | 2  | 9     |
| 3   | Natalja Zabijiako / Aleksander Enbert | Olympiska idrottare från Ryssland | 133,28 | 68,06 | 66,22 | 8,39 | 8,07 | 8,18 | 8,39 | 8,36 | 1,00 | 5  | 8     |
| 4   | Alexa Scimeca Knierim / Chris Knierim | USA                               | 126,56 | 64,82 | 62,74 | 7,82 | 7,68 | 7,82 | 7,96 | 7,93 | 1,00 | 3  | 7     |
| 5   | Miu Suzaki / Ryuichi Kihara           | Japan                             | 97,67  | 49,24 | 49,43 | 6,39 | 5,93 | 6,04 | 6,29 | 6,25 | 1,00 | 1  | 6     |

#### Herrar
Herrarnas friåkning inledde lagtävlingens sista dag den 12 februari klockan 10:00 lokal tid.
| Pl. | Namn            | Nation                            | TSP    | TP    | PPK   | ST   | Ö    | PU   | K    | IN   | A    | Nr | Poäng |
| --- | --------------- | --------------------------------- | ------ | ----- | ----- | ---- | ---- | ---- | ---- | ---- | ---- | -- | ----- |
| 1   | Patrick Chan    | Kanada                            | 179,75 | 87,67 | 93,08 | 9,50 | 9,29 | 8,93 | 9,39 | 9,43 | 1,00 | 4  | 10    |
| 2   | Michail Koljada | Olympiska idrottare från Ryssland | 173,57 | 88,35 | 86,22 | 8,82 | 8,43 | 8,61 | 8,57 | 8,68 | 1,00 | 1  | 9     |
| 3   | Adam Rippon     | USA                               | 172,98 | 86,20 | 86,78 | 8,61 | 8,39 | 8,82 | 8,75 | 8,85 | 0,00 | 3  | 8     |
| 4   | Matteo Rizzo    | Italien                           | 156,11 | 78,77 | 77,34 | 7,64 | 7,39 | 8,18 | 7,71 | 7,75 | 0,00 | 2  | 7     |
| 5   | Keiji Tanaka    | Japan                             | 148,36 | 72,02 | 77,34 | 8,00 | 7,57 | 7,50 | 7,96 | 7,64 | 1,00 | 5  | 6     |

#### Damer
Damernas friåkning hölls klockan 11:45 lokal tid.
| Pl. | Namn              | Nation                            | TSP    | TP    | PPK   | ST   | Ö    | PU   | K    | IN   | A    | Nr | Poäng |
| --- | ----------------- | --------------------------------- | ------ | ----- | ----- | ---- | ---- | ---- | ---- | ---- | ---- | -- | ----- |
| 1   | Alina Zagitova    | Olympiska idrottare från Ryssland | 158,08 | 83,06 | 75,02 | 9,21 | 9,29 | 9,57 | 9,39 | 9,43 | 0,00 | 5  | 10    |
| 2   | Mirai Nagasu      | USA                               | 137,53 | 73,38 | 64,15 | 8,25 | 7,64 | 8,32 | 7,89 | 8,00 | 0,00 | 1  | 9     |
| 3   | Gabrielle Daleman | Kanada                            | 137,14 | 68,86 | 68,28 | 8,71 | 8,18 | 8,71 | 8,50 | 8,57 | 0,00 | 3  | 8     |
| 4   | Carolina Kostner  | Italien                           | 134,00 | 59,73 | 74,27 | 9,39 | 9,07 | 9,00 | 9,46 | 9,50 | 0,00 | 4  | 7     |
| 5   | Kaori Sakamoto    | Japan                             | 131,91 | 65,51 | 66,40 | 8,32 | 8,11 | 8,32 | 8,39 | 8,36 | 0,00 | 2  | 6     |

#### Isdans
Lagtävlingens sista delmoment var isdansens fria program.
| Pl. | Namn                                  | Nation                            | TSP    | TP    | PPK   | ST   | Ö    | PU   | K    | IN   | A    | Nr | Poäng |
| --- | ------------------------------------- | --------------------------------- | ------ | ----- | ----- | ---- | ---- | ---- | ---- | ---- | ---- | -- | ----- |
| 1   | Tessa Virtue / Scott Moir             | Kanada                            | 118,10 | 59,25 | 58,85 | 9,61 | 9,61 | 9,93 | 9,93 | 9,96 | 0,00 | 5  | 10    |
| 2   | Maia Shibutani / Alex Shibutani       | USA                               | 112,01 | 56,41 | 55,60 | 9,32 | 9,18 | 9,36 | 9,18 | 9,29 | 0,00 | 4  | 9     |
| 3   | Jekaterina Bobrova / Dmitrij Solovjov | Olympiska idrottare från Ryssland | 110,43 | 54,72 | 55,71 | 9,21 | 9,11 | 9,36 | 9,36 | 9,39 | 0,00 | 3  | 8     |
| 4   | Anna Cappellini / Luca Lanotte        | Italien                           | 107,00 | 52,70 | 54,30 | 8,96 | 8,79 | 9,07 | 9,14 | 9,29 | 0,00 | 2  | 7     |
| 5   | Kana Muramoto / Chris Reed            | Japan                             | 87,88  | 44,69 | 44,19 | 7,32 | 7,29 | 7,14 | 7,68 | 7,39 | 1,00 | 1  | 6     |

### Slutställning
Resultat efter samtliga delmoment.
| Pl. | Nation                            | M-KP | P-SP | I-SP | D-SP | P-FP             | M-FP             | D-FP             | I-FP             | Poäng |
| --- | --------------------------------- | ---- | ---- | ---- | ---- | ---------------- | ---------------- | ---------------- | ---------------- | ----- |
| 1   | Kanada                            | 8    | 9    | 10   | 8    | 10               | 10               | 8                | 10               | 73    |
| 2   | Olympiska idrottare från Ryssland | 3    | 10   | 8    | 10   | 8                | 9                | 10               | 8                | 66    |
| 3   | USA                               | 7    | 7    | 9    | 6    | 7                | 8                | 9                | 9                | 62    |
| 4   | Italien                           | 6    | 4    | 7    | 9    | 9                | 7                | 7                | 7                | 56    |
| 5   | Japan                             | 10   | 3    | 6    | 7    | 6                | 6                | 6                | 6                | 50    |
| 6   | Kina                              | 4    | 6    | 4    | 4    | Gick inte vidare | Gick inte vidare | Gick inte vidare | Gick inte vidare | 18    |
| 7   | Tyskland                          | 2    | 8    | 3    | 3    | Gick inte vidare | Gick inte vidare | Gick inte vidare | Gick inte vidare | 16    |
| 8   | Israel                            | 9    | 2    | 1    | 1    | Gick inte vidare | Gick inte vidare | Gick inte vidare | Gick inte vidare | 13    |
| 9   | Sydkorea                          | 5    | 1    | 2    | 5    | Gick inte vidare | Gick inte vidare | Gick inte vidare | Gick inte vidare | 13    |
| 10  | Frankrike                         | 1    | 5    | 5    | 2    | Gick inte vidare | Gick inte vidare | Gick inte vidare | Gick inte vidare | 13    |